# Gotovlje
Gotovlje je naselje u slovenskoj Općini Žalecu. Gotovlje se nalazi u pokrajini Štajerskoj i statističkoj regiji Savinjskoj. 

## Stanovništvo
Prema popisu stanovništva iz 2002. godine naselje je imalo 1,134 stanovnika.